# Areópoli
Areópoli (en grec moderne : Αρεόπολη) est un village de Grèce situé au sud du Péloponnèse dans le district régional de Laconie.
C'est la deuxième plus grande localité de la péninsule du Magne après Gythio. Jusqu'en 2010, le village était le siège de l'ancien dème d'Oitylo, ayant fusionné depuis avec ses voisins pour constituer le dème du Magne oriental dont Aréopolis est devenue « capitale historique ».

## Noms
Areópoli signifie « ville d'Arès », dieu de la guerre dans la mythologie grecque. Le village s'appelait jusqu'au XIXe siècle Tsimova, un nom d'origine slave, et fut rebaptisé dans les années 1830.

## Communauté locale d'Areópoli
Les villages de la communauté locale d'Areópoli sont:
- Areópoli,
- Dryalia,
- Lagokili,
- Limeni,
- Omales,
- Sotíras

## Économie
Étape incontournable dans la visite du Magne, l'activité de la bourgade d'Areópoli est centrée sur le tourisme, avec de nombreux gîtes et restaurants.

## Histoire

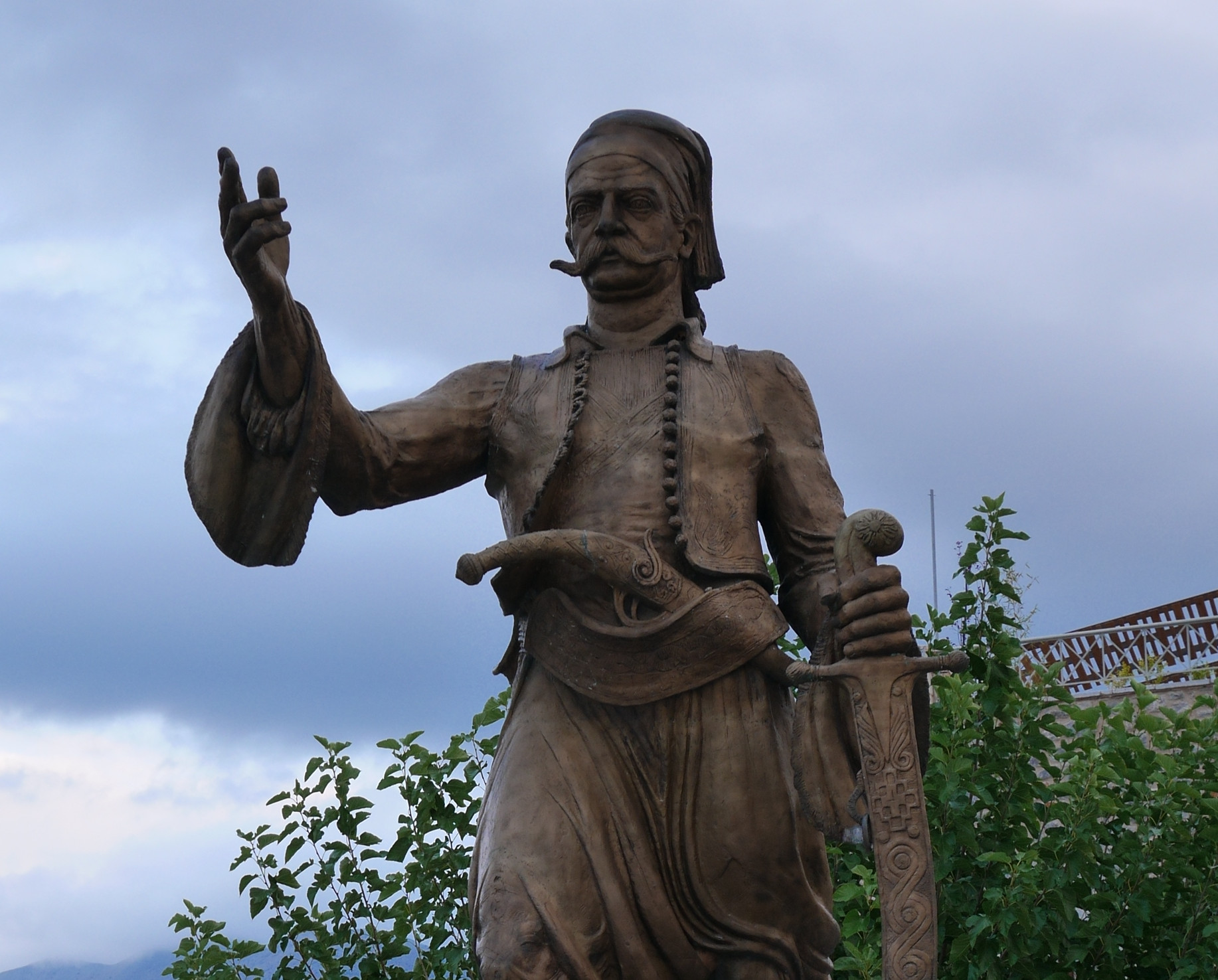
Statue de Pétros Mavromichalis à Areópoli

Areópoli revendique l'honneur d'avoir été la première à brandir le drapeau de l'insurrection lors de la guerre d'indépendance grecque, dès le 17 mars 1821. Elle est la patrie de la célèbre famille des Mavromichalis et on peut voir sur le port de commerce la maison restaurée de Petrobey, un des chefs de l'insurrection nationale.
La ville comptait 738 habitants en 1981, 759 en 1991 et 1014 en 2011.

## Monuments
- L'église Ágios Charálambos, place Niarhakos.
- L'église des Taxiarques, du XVIIIe siècle